# Unterwaiz

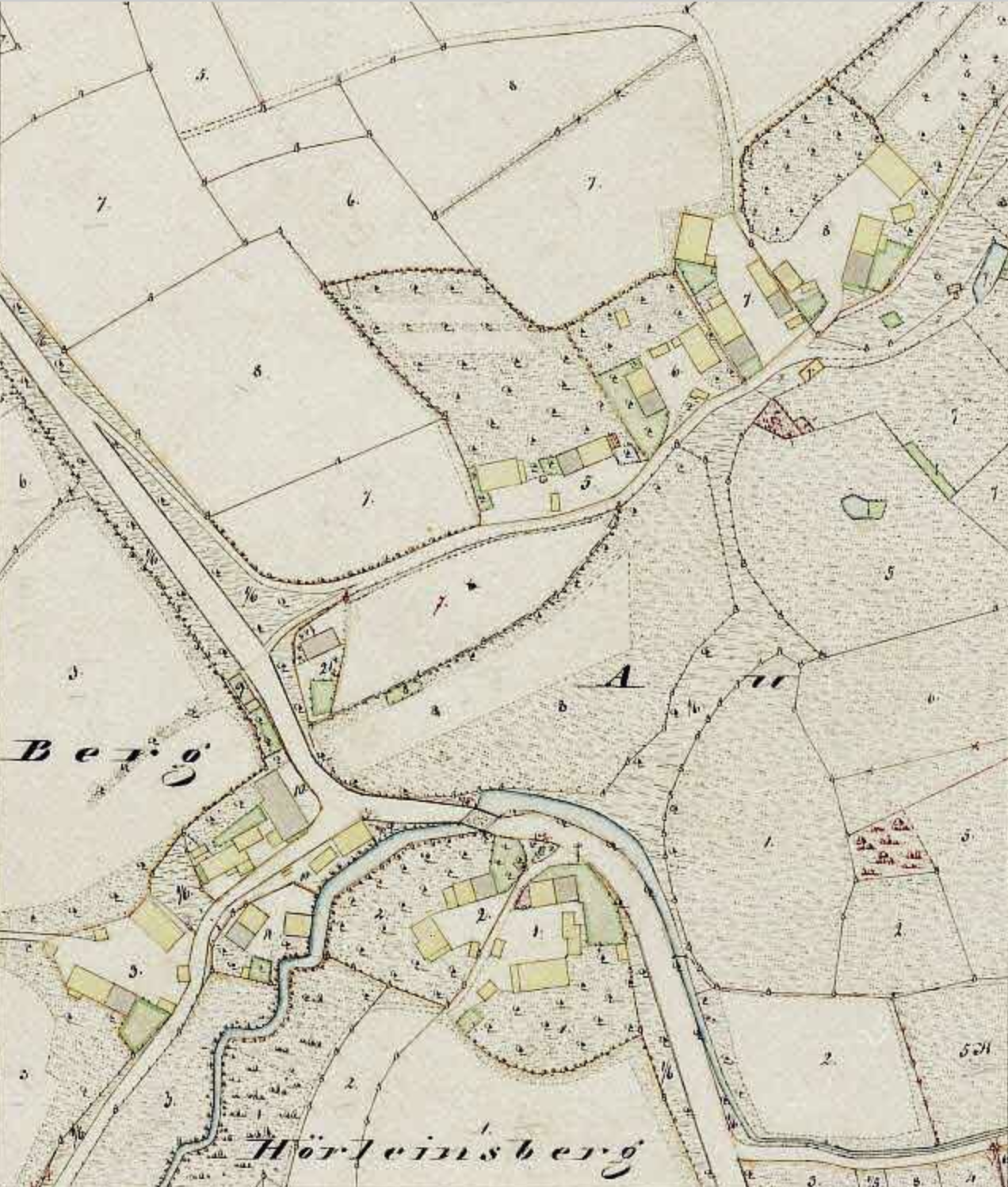
Unterwaiz im Jahr 1850

Unterwaiz ist ein Dorf in der Gemeinde Heinersreuth im Landkreis Bayreuth in Oberfranken. Die Gemarkung Unterwaiz hat eine Fläche von 3,440 km². Sie ist in 535 Flurstücke aufgeteilt, die eine durchschnittliche Flurstücksfläche von 6430,12 m² haben. In ihr liegen neben dem namensgebenden Ort die Gemeindeteile Hahnenhof und Weikenreuth. Am 1. Dezember 2022 wurden in der Gemarkung Unterwaiz (ehemalige Gemeinde) 278 Einwohner gezählt.

## Lage

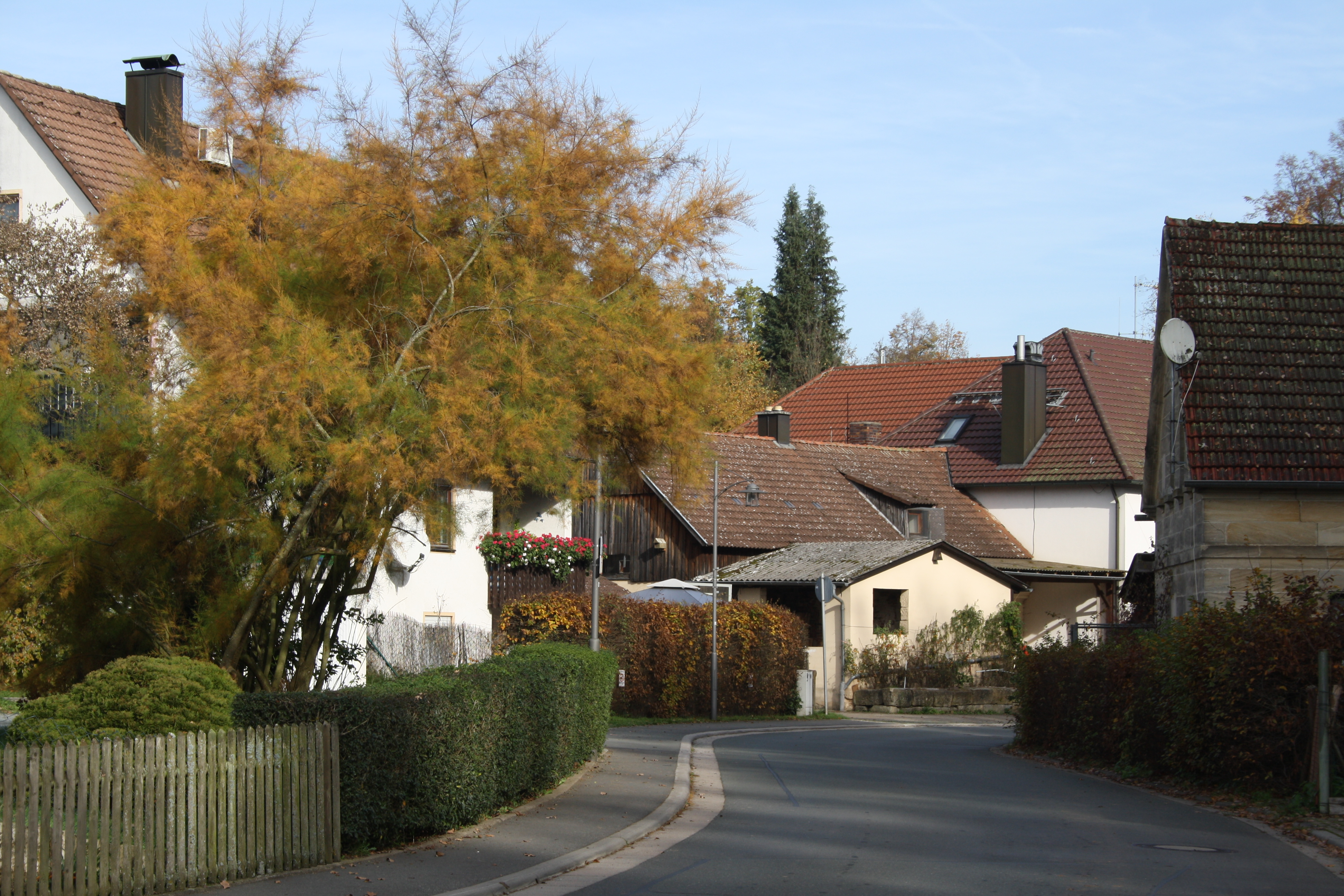
Weikenreuther Straße im Talgrund

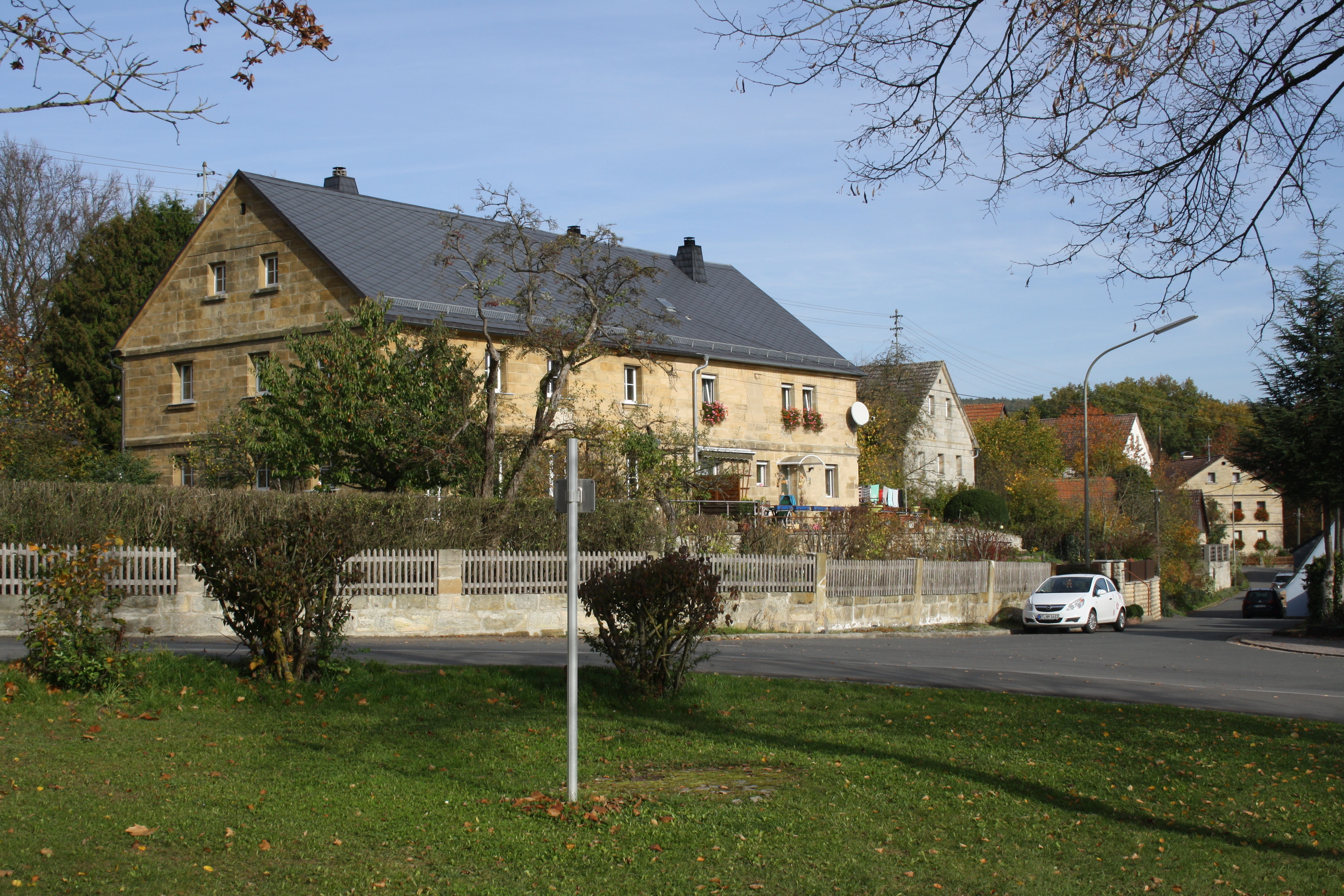
Wiesenstraße im nordöstlichen Ortsteil

Das Dorf Unterwaiz befindet sich ca. 6 km nordwestlich von Bayreuth und ca. 1,5 km nordwestlich von Heinersreuth im Tal und oberhalb des Dühlbachs, eines linken Zuflusses des Roten Mains. Der Ort gliedert sich in zwei Teile, die durch die Straße zwischen Bayreuth und Kulmbach – die heutige Bundesstraße 85 – getrennt sind. Der größere südwestliche Teil liegt im Talgrund, mit einem Neubaugebiet an dessen nördlichem Hang; der nordöstliche Ortsteil schmiegt sich bereits an den Hang des Rotmaintals.

## Geschichte
Gegen Ende des 18. Jahrhunderts gab es in Unterwaiz 10 Anwesen. Die Hochgerichtsbarkeit stand dem bayreuthischen Stadtvogteiamt Bayreuth zu. Die Dorf- und Gemeindeherrschaft hatte das Hofkastenamt Bayreuth. Grundherren waren das Hofkastenamt Bayreuth (2 Halbhöfe, 1 Wirtshaus, 1 Schmiede, 1 Wohnhäuslein), die Hofkanzlei Bayreuth (1 Zweidrittelgut, 1 Drittelgut), das Rittergut Aufseß (1 Söldengütlein), das Rittergut Danndorf (1 Gut) und das Rittergut Thurnau (1 Gut).
Von 1797 bis 1810 unterstand der Ort dem Justiz- und Kammeramt Bayreuth. Nachdem im Jahr 1810 das Königreich Bayern das Fürstentum Bayreuth käuflich erworben hatte, wurde Unterwaiz bayerisch. Infolge des Gemeindeedikts wurde Unterwaiz dem 1812 gebildeten Steuerdistrikt Altenplos zugewiesen. Zugleich entstand die Ruralgemeinde Unterwaiz, zu der Hahnenhof und Weikenreuth gehörten. Sie war in Verwaltung und Gerichtsbarkeit dem Landgericht Bayreuth zugeordnet und in der Finanzverwaltung dem Rentamt Bayreuth (1919 in Finanzamt Bayreuth umbenannt). In der freiwilligen Gerichtsbarkeit unterstanden je ein Anwesen in Hahnenhof und Unterwaiz bis 1823 dem Patrimonialgericht Aufseß und ein Anwesen in Unterwaiz bis 1836 dem Patrimonialgericht Danndorf. Ab 1862 gehörte Unterwaiz zum Bezirksamt Bayreuth (1939 in Landkreis Bayreuth umbenannt). Die Gerichtsbarkeit blieb beim Landgericht Bayreuth (1879 in Amtsgericht Bayreuth umgewandelt). Nach dem Ende des Zweiten Weltkrieges wurden viele Flüchtlinge einquartiert. Dadurch stieg die Einwohnerzahl stark an.
Die Gemeinde hatte eine Gebietsfläche von 3,482 km². Im Zuge der Gebietsreform in Bayern wurde die Gemeinde Unterwaiz am 1. Mai 1978 nach Heinersreuth eingemeindet.

### Baudenkmäler
- Brücke bei Haus Nr. 3

### Einwohnerentwicklung

#### Gemeinde Unterwaiz
| Jahr      | 1822  | 1840   | 1852   | 1855   | 1861   | 1867   | 1871   | 1875   | 1880   | 1885   | 1890   | 1895   | 1900   | 1905   | 1910   | 1919   | 1925   | 1933   | 1939   | 1946   | 1950   | 1952   | 1961  | 1970   |
| Einwohner | 136   | 147    | 180    | 174    | 187    | 165    | 157    | 156    | 164    | 148    | 157    | 186    | 184    | 147    | 149    | 157    | 160    | 186    | 186    | 279    | 257    | 240    | 225   | 234    |
| Häuser    | 22    |        |        |        |        |        | 25     |        |        | 22     | 28     |        | 28     |        |        |        | 24     |        |        |        | 29     |        | 36    |        |
| Quelle    | [ 8 ] | [ 13 ] | [ 13 ] | [ 13 ] | [ 14 ] | [ 15 ] | [ 16 ] | [ 17 ] | [ 18 ] | [ 19 ] | [ 20 ] | [ 13 ] | [ 21 ] | [ 13 ] | [ 22 ] | [ 13 ] | [ 23 ] | [ 13 ] | [ 13 ] | [ 13 ] | [ 24 ] | [ 13 ] | [ 9 ] | [ 25 ] |

#### Ort Unterwaiz
| Jahr      | 001819 | 001822 | 001861 | 001871 | 001885 | 001900 | 001925 | 001950 | 001961 | 001970 | 001987 |
| Einwohner | 71     | 71     | 103    | 90     | 68     | 92     | 88     | 146    | 146    | 171    | 206    |
| Häuser    |        | 11     |        |        | 11     | 13     | 12     | 16     | 23     |        | 59     |
| Quelle    | [ 26 ] | [ 8 ]  | [ 14 ] | [ 16 ] | [ 19 ] | [ 21 ] | [ 23 ] | [ 24 ] | [ 9 ]  | [ 25 ] | [ 1 ]  |

## Religion
Unterwaiz ist seit der Reformation evangelisch-lutherisch geprägt und nach Dreifaltigkeitskirche (Neudrossenfeld) gepfarrt.

## Verkehr

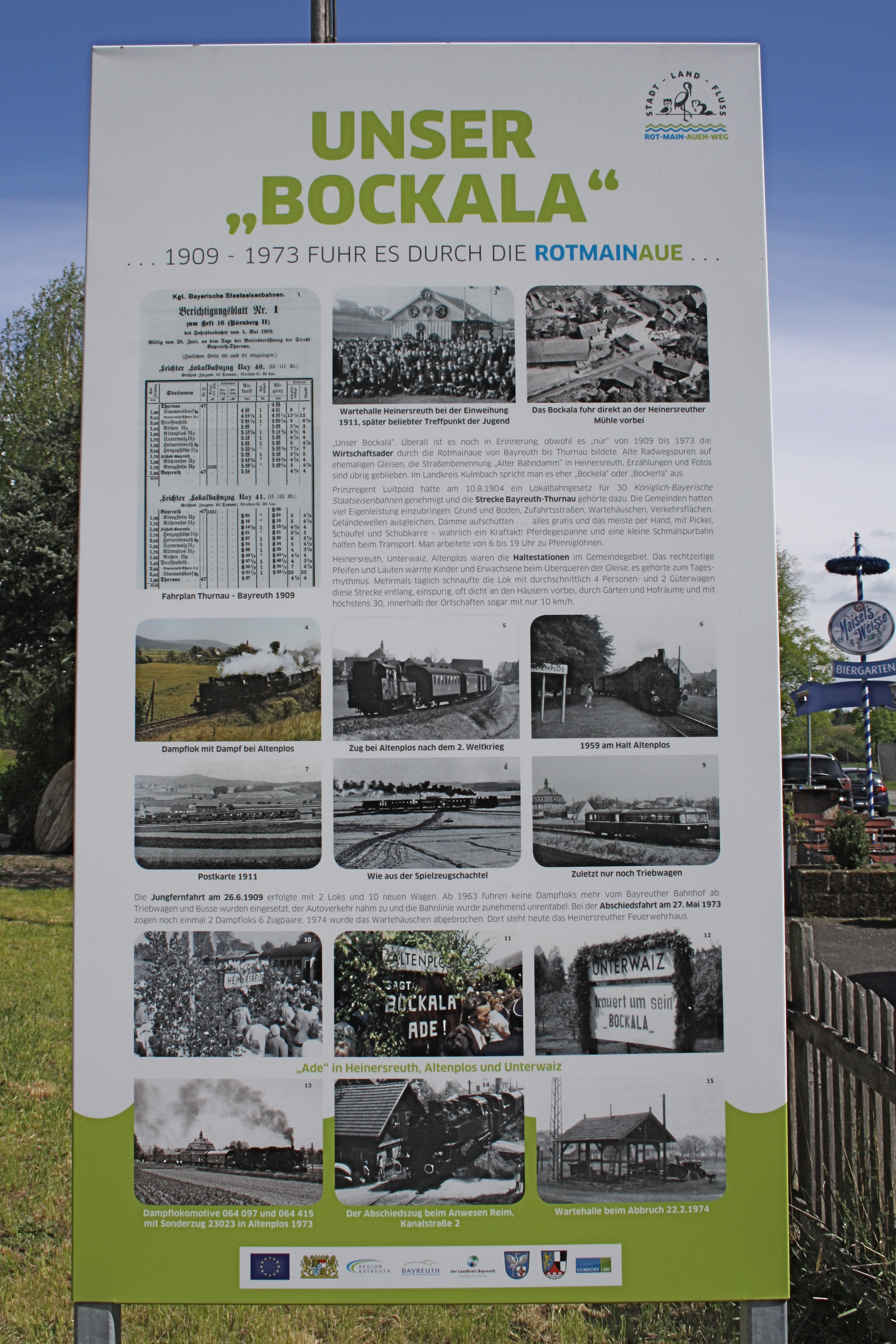
Infotafel zur eingestellten Eisenbahn im nahen Altenplos

Durch Unterwaiz verläuft die Bundesstraße 85, die im Zuge der Dorfstraße den Dühlbach auf einer Sandsteinbrücke querte. In der Nachkriegszeit wurde sie neu trassiert und dabei um wenige Meter nach Osten verschoben. Die nächsten Autobahn-Anschlussstellen sind Bayreuth-Nord an der Bundesautobahn 9 und Kulmbach/Neudrossenfeld an der Bundesautobahn 70.
Der Ort hatte einen gleichnamigen unbesetzten Haltepunkt an der am 26. Juni 1909 eröffneten Bahnstrecke von Bayreuth nach Thurnau. Am 27. Mai 1973 organisierte das Landratsamt Bayreuth einen Abschiedstag, an dem zwei Dampflokomotiven mit einem Personenzug sechsmal zwischen Bayreuth und Thurnau pendelten. Der Reiseverkehr, der in den letzten Jahren regulär mit Schienenbussen durchgeführt wurde, und damit zugleich der Gesamtverkehr, endete am 2. Juni 1973.
Seit dem 1. Juni 2023 verkehren auf der als „Campus-Linie“ bezeichneten Buslinie 8354 an Werktagen stündlich Omnibusse zwischen Bayreuth und Kulmbach über Unterwaiz. Im Abschnitt Bayreuth–Unterwaiz–Neudrossenfeld ist die Bedienung auf einen Halbstundentakt verdichtet.

## Wirtschaft
In Unterwaiz ansässig ist das Busunternehmen Habo.